# Ер-Ріяд Ейр

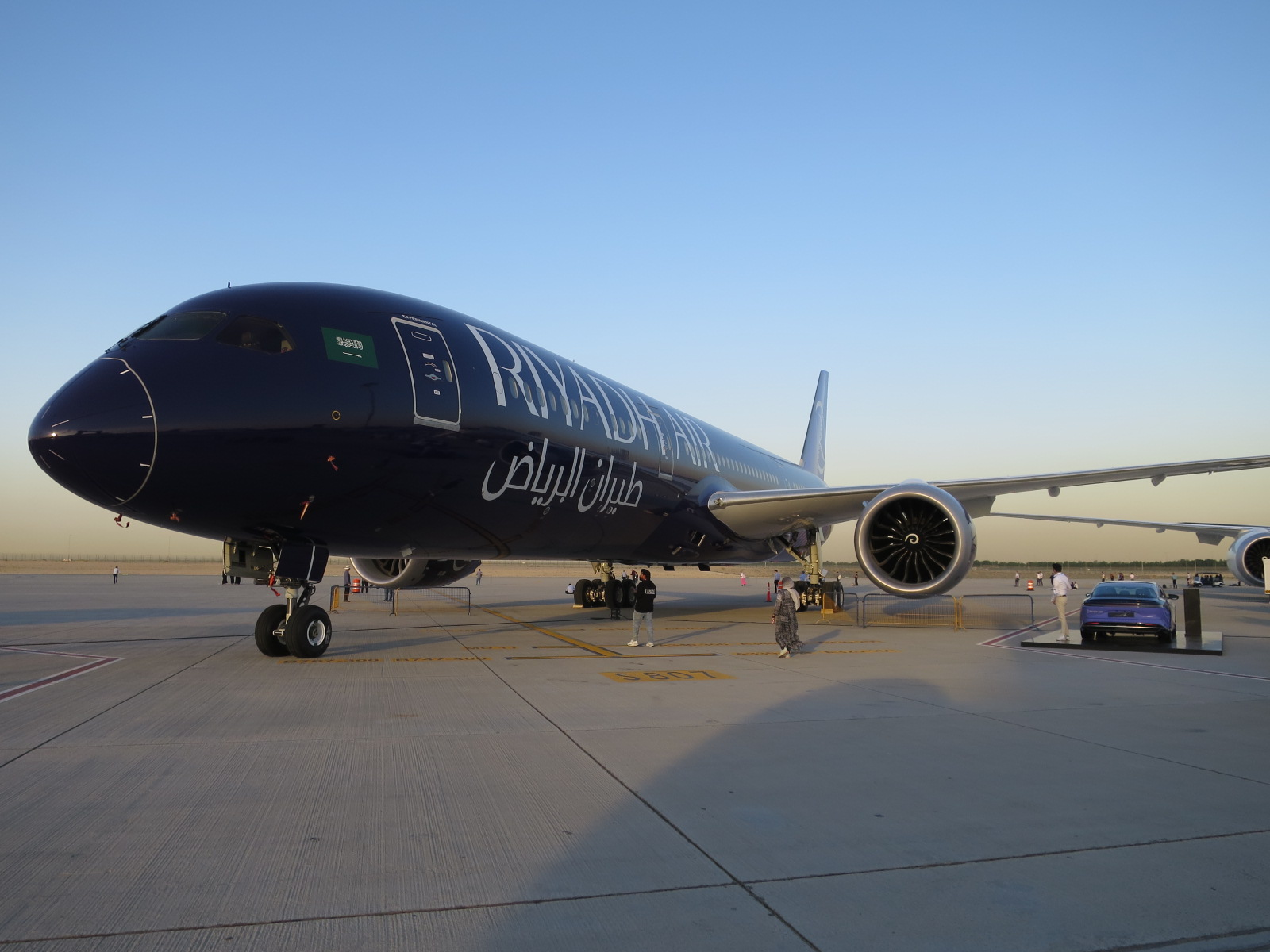
Boeing 787-9 авіакомпанії Riyadh Air на Dubai Airshow 2023

Ер-Ріяд Ейр ( араб. طيران الرياض  </link></link> ) є другим основним перевізником Саудівської Аравії, що базується в Ер - Ріяді .   Головний хаб авіакомпанії буде в міжнародному аеропорту Короля Халіда в Ер-Ріяді, і він виконуватиме внутрішні та міжнародні регулярні рейси до понад 100 пунктів призначення на Близькому Сході та шести континентах. Флот складатиметься з літаків Boeing 787 . 
Станом на 2024 рік авіакомпанія планує виконати свої перші комерційні рейси в 2025 році.  Він має угоди про співпрацю з членами SkyTeam Delta Air Lines,  China Eastern Airlines  і Saudia , а також членами Star Alliance Turkish Airlines,  Singapore Airlines,  Air China  і Egyptair.,  відповідно.
За даними агентства преси Саудівської Аравії (SPA), Riyadh Air належатиме Державному інвестиційному фонду країни (PIF), а Ясір Аль-Румайян, губернатор PIF, буде його головою. Тоні Дуглас був призначений його генеральним директором. Раніше він обіймав посаду генерального директора авіакомпанії ОАЕ Etihad Airways із січня 2018 року до жовтня 2022 року.  Очікується, що Riyadh Air додасть 20 мільярдів доларів до зростання ВВП, не пов’язаного з нафтою, і створить понад 200 000 прямих і непрямих робочих місць .

## Історія
12 березня 2023 року спадкоємний принц Саудівської Аравії Мохаммед бін Салман офіційно оголосив про заснування Riyadh Air, найновішої національної авіакомпанії країни.   Через два дні було оголошено, що авіакомпанія замовила 39 літаків Boeing 787-9 з можливістю ще 33 літаків.  

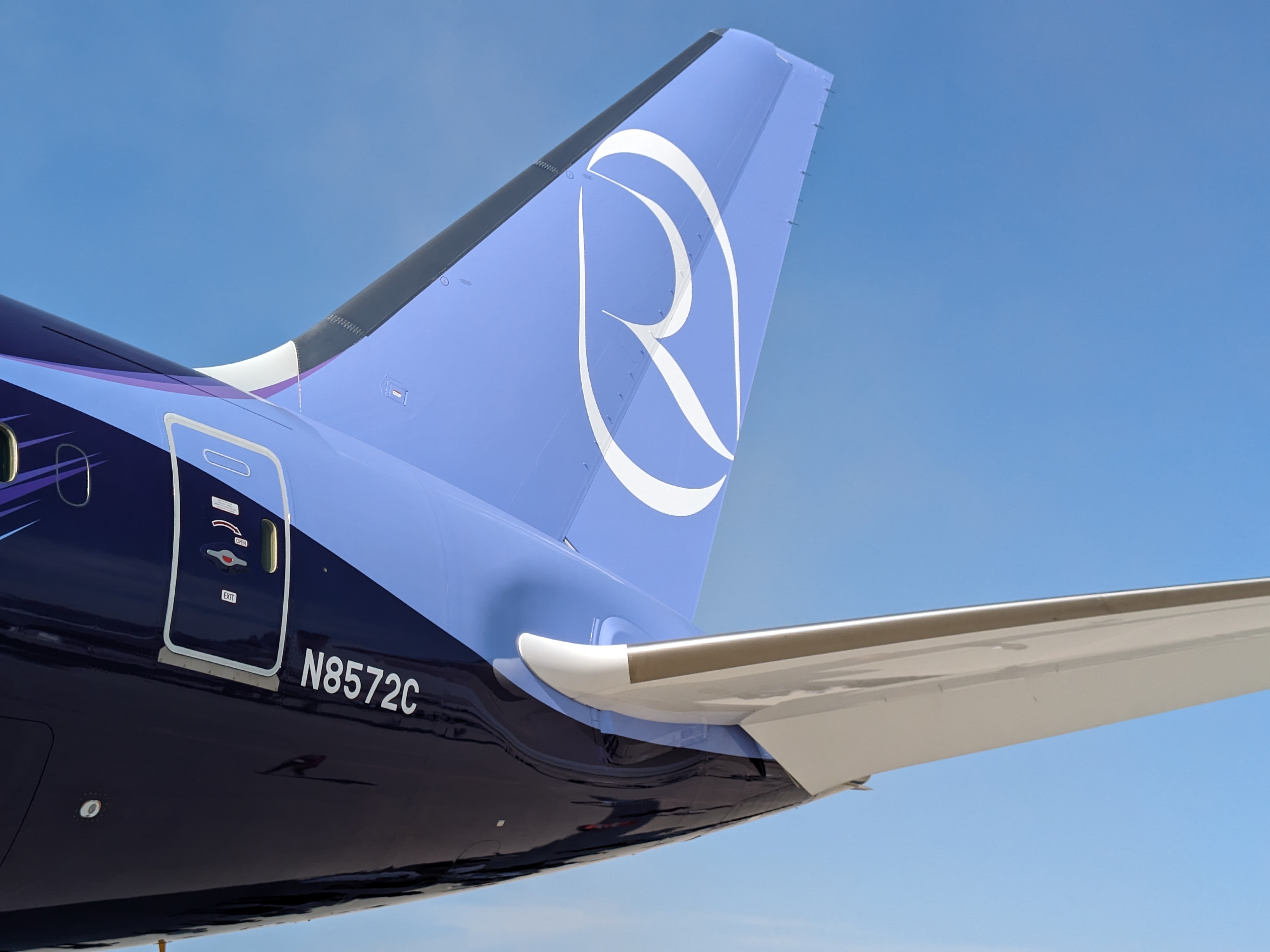
Ер-Ріяд Ейр 787-9. Цей літак все ще мав реєстрацію Boeing.

4 червня 2023 року Riyadh Air представила свою першу ліврею . Ліврея була намальована на першому літаку Boeing 787-9.  Того ж дня він отримав код позначення авіакомпанії "RX" від Міжнародної асоціації повітряного транспорту (IATA) на Всесвітньому саміті повітряного транспорту, який відбувся в Стамбулі .  12 червня 2023 року Boeing поставив перший літак у флот авіакомпанії.  14 червня 2023 року авіакомпанія отримала економічну ліцензію на здійснення пасажирських авіаперевезень від Головного управління цивільної авіації (GACA), яка необхідна авіакомпанії для початку комерційних операцій.  21 червня 2023 року на Паризькому авіасалоні компанія Riyadh Air підписала угоду на 90 двигунів GEnx-1B компанії GE Aerospace для забезпечення свого майбутнього флоту з 39 літаків Boeing 787-9 . </link>
9 липня 2024 року Riyadh Air підписала меморандум про взаєморозуміння з Delta Air Lines, членом-засновником альянсу SkyTeam .  Згідно з умовами меморандуму, дві авіакомпанії створять основу для майбутнього спільного використання кодів польотів і узгодження обслуговування клієнтів і програми для частих авіаліній. 

## Спонсорська допомога
10 серпня 2023 року авіакомпанія Riyadh Air стала головним спонсором футболок іспанського клубу Ла Ліги Атлетіко де Мадрид .  16 серпня 2024 року Riyadh Air стала офіційною авіакомпанією CONCACAF, футбольної конфедерації Північної Америки .  9 жовтня 2024 року Riyadh Air розширила своє спонсорство, ставши партнером по назві стадіону стадіону «Атлетіко де Мадрид» Метрополітано на Riyadh Air Metropolitano. 

## Напрямки
Riyadh Air розпочне польоти навесні 2025 року з регіональною мережею, яка негайно пошириться на всі регіони світу.
- Air China [24]
- China Eastern Airlines [25]
- Delta Air Lines [26]
- Egyptair [27]
- Singapore Airlines [28]
- Virgin Atlantic [29]

## Флот
| Літак       | в </br> обслуговування | Замовлення | Пасажири | Примітки                    |
| ----------- | ---------------------- | ---------- | -------- | --------------------------- |
| Боїнг 787-9 | —                      | 39         | TBA      | Замовлення з 33 варіантами. |
| Всього      | —                      | 39         |          |                             |

## Дивіться також
- Список авіакомпаній Саудівської Аравії
- Список проектів Saudi Vision 2030

1. ↑  Bhoyrul, Anil (1 вересня 2022). Exclusive: Saudi Arabia to launch new airline 'RIA' with $30bn war chest to rival Emirates. Arabian Business. Архів оригіналу за 20 січня 2024.
2. ↑  HRH Crown Prince Announces "Riyadh Air". Saudi Press Agency. 12 березня 2023. Архів оригіналу за 22 лютого 2024.
3. ↑  Schlappig, Ben (14 березня 2023). Startup Riyadh Air Orders Up To 72 Boeing 787s. One Mile at a Time. Архів оригіналу за 5 січня 2024.
4. ↑  Riyadh Air to launch first commercial flight in 2025: CEO.
5. ↑  Delta, Riyadh Air sign strategic agreement to expand connectivity and premium travel options across North America, the Kingdom of Saudi Arabia and beyond. Delta News Hub. Delta Air Lines. 9 липня 2024. Процитовано 9 липня 2024.
6. ↑  Riyadh Air and China Eastern Airlines Sign MoU at IATA AGM in Dubai, Fostering Mutually Beneficial Connectivity and Digital Innovation. www.riyadhair.com. Процитовано 10 липня 2024.
7. ↑  Saudia and Riyadh Air sign a Strategic Cooperation MoU as part of an expansive agreement signifying collaborative strength in the Saudi Arabian Aviation Ecosystem. www.riyadhair.com. Процитовано 10 липня 2024.
8. ↑  Godinho, Varun (6 грудня 2023). Riyadh Air signs cooperation agreement with Turkish Airlines. Business Traveller. Процитовано 22 липня 2024.
9. ↑  PIF, Riyadh Air, established by. Riyadh Air and Singapore Airlines Sign Strategic Agreement to Establish Commercial Partnership. Riyadh Air (англ.). Процитовано 23 серпня 2024.
10. ↑  Varley, Len (6 червня 2024). Riyadh Air and Air China Strengthen Ties With New Agreement. AviationSource News (амер.). Процитовано 22 липня 2024.
11. ↑  Riyadh Air and Egyptair in deal to bolster connectivity. Egypt Air Show 2024 (брит.). Процитовано 15 червня 2024.
12. ↑  Saudi Crown Prince announces new national airline. Khaleej Times. 12 березня 2023. Архів оригіналу за 27 січня 2024. Процитовано 12 березня 2023.
13. ↑  HRH Crown Prince Announces "Riyadh Air" New National Carrier to Further Expand Saudi Aviation Ecosystem Locally and Globally. Saudi Arabia Public Investment Fund. 12 березня 2023. Архів оригіналу за 22 лютого 2024. Процитовано 12 березня 2023.
14. ↑  Maher, Hatem; Gebaly, Muhammad Al (12 березня 2023). Lawson, Hugh (ред.). Saudi Arabia launches new national airline. Reuters. Архів оригіналу за 3 серпня 2023.
15. ↑  Dudley, Dominic. Riyadh Sets Out Fleet Plans For New Airline To Rival Emirates And Qatar. Forbes (англ.). Процитовано 14 березня 2023.
16. ↑  Rahman, Saifur (15 березня 2023). Riyadh Air orders 72 Boeings worth $17b. Arabian Post. Архів оригіналу за 15 березня 2023. Процитовано 15 березня 2023.
17. ↑  Saudi Arabia's Riyadh Air unveils airline's first plane. Arabian Business (англ.). 5 червня 2023. Архів оригіналу за 14 жовтня 2023. Процитовано 16 червня 2023.
18. ↑  Annual General Meeting & World Air Transport Summit 2023. www.iata.org (англ.). Архів оригіналу за 17 лютого 2024. Процитовано 12 червня 2024.
19. ↑  Singh, Marisha (12 червня 2023). Riyadh Air takes flight in Saudi skies ahead of air show debut: Watch. Gulf Business (англ.). Архів оригіналу за 14 жовтня 2023. Процитовано 16 червня 2023.
20. ↑  GACA grants Riyadh Air economic license. Zawya (англ.). 14 червня 2023. Архів оригіналу за 16 червня 2023. Процитовано 16 червня 2023.
21. ↑  Kelly Yamanouchi (9 липня 2024). Delta to team with Saudi airline as kingdom invests billions in tourism. ajc.com. Cox Newspapers. Процитовано 9 липня 2024.
22. ↑  Delta, Riyadh Air sign strategic agreement to expand connectivity and premium travel options across North America, the Kingdom of Saudi Arabia and beyond. news.delta.com. Delta Air Lines. 9 липня 2024. Процитовано 9 липня 2024.
23. ↑  Riyadh Air, Atlético de Madrid's new main sponsor. Atlético de Madrid (англ.). 10 серпня 2023. Архів оригіналу за 11 жовтня 2023. Процитовано 10 серпня 2023.
24. ↑  PIF, Riyadh Air, established by. Riyadh Air and Air China to Strengthen Relations Following the Signing of MoU at IATA AGM in Dubai. Riyadh Air (англ.). Процитовано 11 вересня 2024.
25. ↑  PIF, Riyadh Air, established by. Riyadh Air and China Eastern Airlines Sign MoU at IATA AGM in Dubai, Fostering Mutually Beneficial Connectivity and Digital Innovation. Riyadh Air (англ.). Процитовано 11 вересня 2024.
26. ↑  PIF, Riyadh Air, established by. Delta and Riyadh Air sign MoU. Riyadh Air (англ.). Процитовано 11 вересня 2024.
27. ↑  PIF, Riyadh Air, established by. Riyadh Air and EgyptAir Sign MoU at IATA AGM to Offer Guests Greater Benefits and Connectivity. Riyadh Air (англ.). Процитовано 11 вересня 2024.
28. ↑  PIF, Riyadh Air, established by. Riyadh Air and Singapore Airlines Sign Strategic Agreement to Establish Commercial Partnership. Riyadh Air (англ.). Процитовано 11 вересня 2024.
29. ↑  PIF, Riyadh Air, established by. Virgin Atlantic and Riyadh Air sign agreement to expand connectivity and premium travel between London, the Kingdom of Saudi Arabia and beyond. Riyadh Air (англ.). Процитовано 11 вересня 2024.
30. ↑  New Saudi Arabian Carrier Riyadh Air to Launch with All-Boeing Fleet of up to 72 787-9 Dreamliners. Boeing. 14 березня 2023. Архів оригіналу за 14 жовтня 2023. Процитовано 14 березня 2023.